# Chrysogorgia papillosa
Chrysogorgia papillosa is een zachte koraalsoort uit de familie Chrysogorgiidae. De koraalsoort komt uit het geslacht Chrysogorgia. Chrysogorgia papillosa werd in 1913 voor het eerst wetenschappelijk beschreven door Kinoshita.